# 罗凯塔迪瓦拉
罗凯塔迪瓦拉（義大利語：Rocchetta di Vara），是意大利拉斯佩齐亚省的一个市镇。总面积32平方公里，人口 697人 (2017 年) 。ISTAT代码为011025。

## 地理

### 坐标
地理坐标 纬度: 44.2517, 经度: 9.75804

44° 15′ 6″ 北, 9° 45′ 29″ 東

### 气候
气候：地中海式气候 (柯本气候分类: Csb)